# Вузькоколійна залізниця Тересва — Усть-Чорна
Вузькоколі́йна залізни́ця Тере́сва — У́сть-Чо́рна (інша назва — У́сть-Чорня́нська залізни́ця) — одна з недіючих вузькоколійних залізниць в Україні в межах Тячівського району, Закарпатська область.

## Опис та історія
Побудована в 1903 р. передусім для перевезення деревини з верхів'їв річки Тересви до залізничної станції Тересва.
Головна гілка з'єднувала смт Тересва і смт Усть-Чорна, вона пролягала вздовж річки Тересва — від гирла до її верхів'їв. В Усть-Чорній залізниця розгалужувалась на дві гілки: одна вела вгору долиною річки Брустурянки до станцій Лопухів (Брустури) і Турбат та аж під перевали Околе і Рогодзи, що на межі Івано-Франківської області; друга гілка пролягала вгору долиною річки Мокрянки через села Руська Мокра і Німецька Мокра.
Залізницею здійснювались не лише перевезення деревини чи інших товарів, але й пасажирські перевезення.
Пасажирські потяги складалися із локомотива і декількох (2—3) вагончиків. Заповнювання потягів було досить високим. У кожному селі, через яке проходила залізниця, були споруджені невеликі станції, на яких працювали каси і були обладнані зали (або накриття) для пасажирів. Коли каси на станціях були ліквідовані, оплату пасажири здійснювали у вагонах касирам, які під час рейсу кілька разів обходили потяг.
У занепад вузькоколійка прийшла 1999 р. після сильної повені на річці Тересва. Тоді були знесені багато мостів, і відновлювати їх ніхто не став. У серпні 2003 р. в районі колишньої станції Плайська ще зберігалися стрілки біля уцілілих мостів і кілька відгалужень біля верхів'їв річок. Прямо по рейках, утоптаними в землю, їздили «Урали»-лісовози.
Остаточне розбирання було проведено в 2003 р. У лютому 2004 р. ніяких слідів рухомого складу в Тересві вже не було. Збереглися лише 7-метрова ділянка колії в місці перетину з автомобільною трасою, частково під асфальтом, і залишки шпал, що лежали уздовж вулиці. Депо з оригінальною водонапірною вежею збереглося в кращому вигляді (використовується під склад). Невеликі відтинки залізниці зі шпалами та рейками збереглись також у деяких селах, наприклад у Нересниці та Усть-Чорній.

## Рухомий склад
Паровози класів KkStB A (1917—1937 рр.), Dt (1927 р.), D (1929—1949 рр., 6 шт.), Dn2t (1914—1941 рр., 4 шт.), Ct (1908—1922 рр., 3 шт.), C; тепловози: ТУ2 (2 шт.), ТУ3 (2 шт.), ТУ4 (5 шт.), ТУ6Д (2 шт.), ТУ7 (5 шт.), М11; рейкові автомобілі «Волга», ГАЗ, ЗИЛ, дрезини.

## Майбутнє залізниці
Існує ідея відновлення Усть-Чорнянської залізниці (або, принаймні, її відтинку від смт Тересва до с. Нересниця), оскільки насипи та невеликі містки в багатьох місцях непогано збереглися. Проте для цього потрібні досить великі капіталовкладення або спонсорські кошти. Відновлена залізниця служила б не лише для потреб місцевого населення, але й як значний і перспективний туристичний об'єкт.

## Фотографії

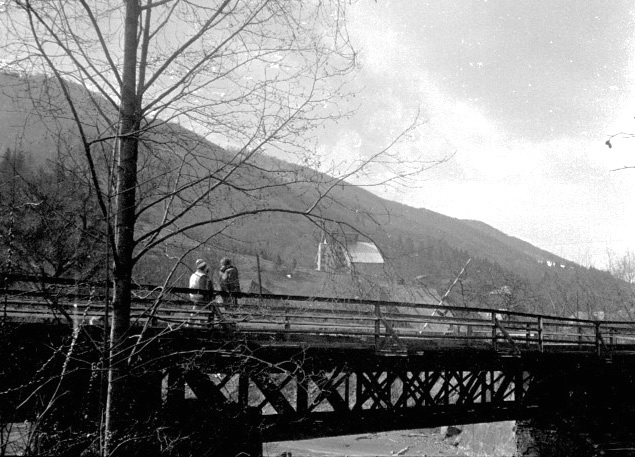
Міст в Усть-Чорній, весна 1989
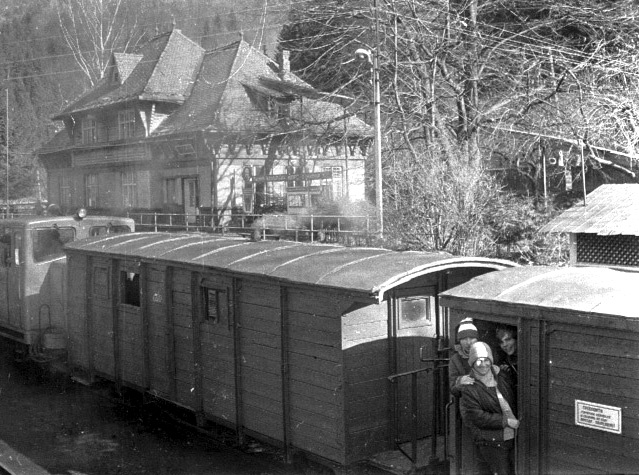
Станція і поїзд вузькоколійки в Усть-Чорній, весна 1989
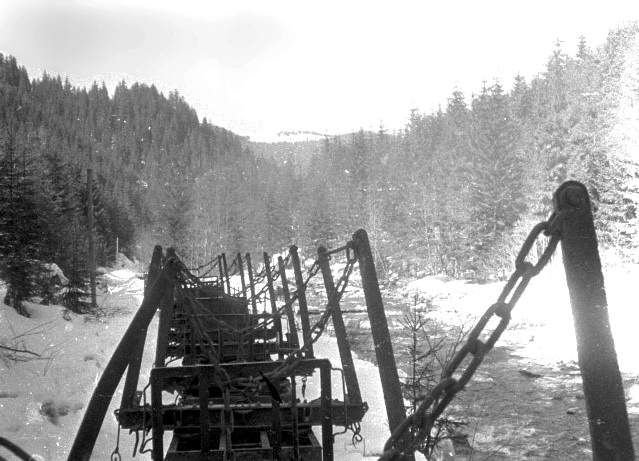
Лісовозні платформи в долині р. Брустурянки
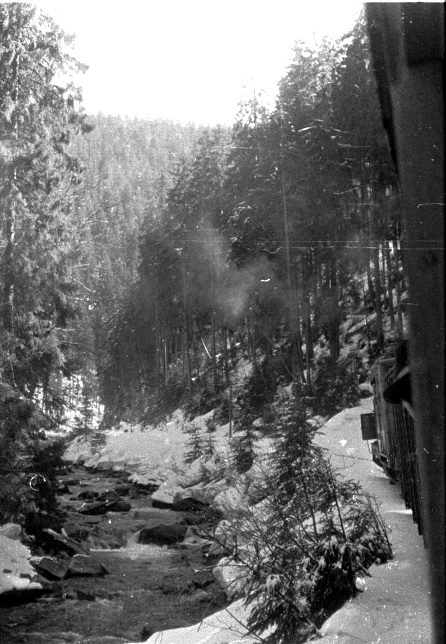
Вузькоколійка в долині р. Турбат
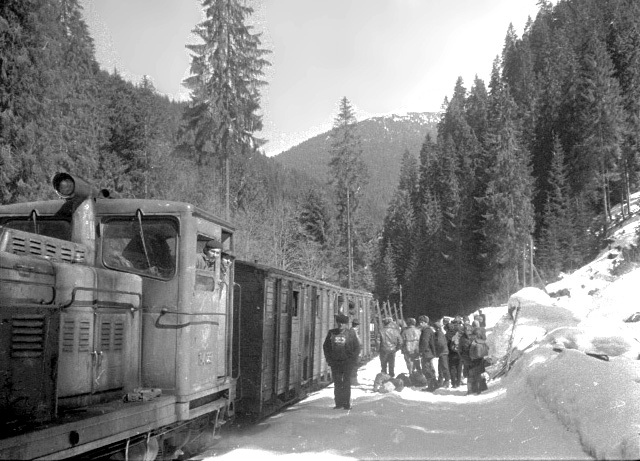
Поїзд вузькоколійки біля лісового кордону на р. Турбат
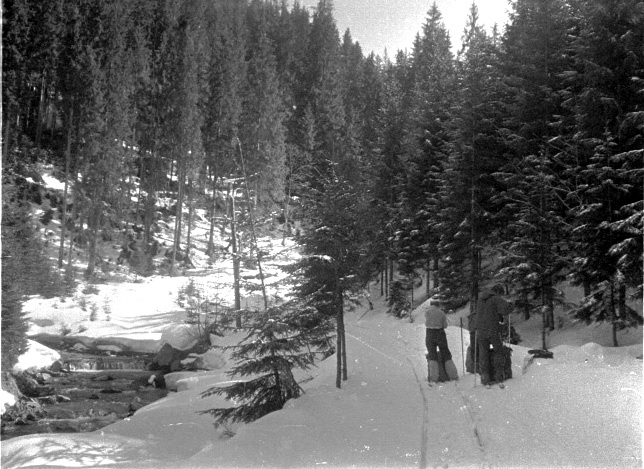
Колія на притоку р. Турбат, в напрямку пер. Окола, весна 1989 р.
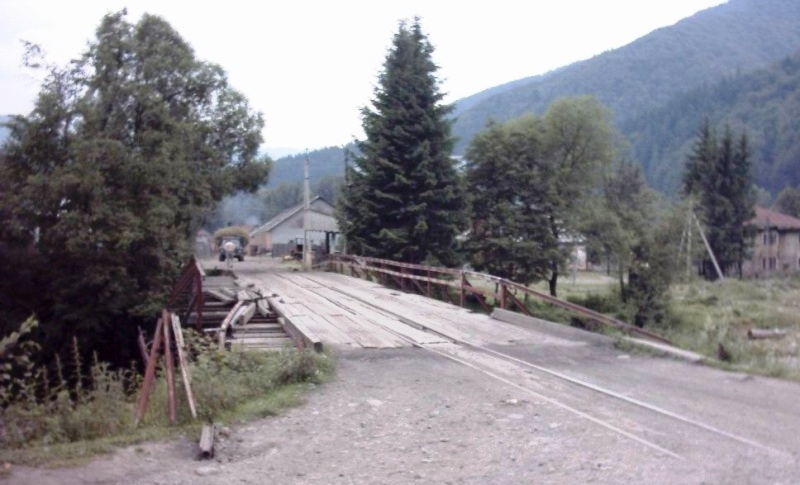
Рештки колій в Усть-Чорній, травень 2005 р.
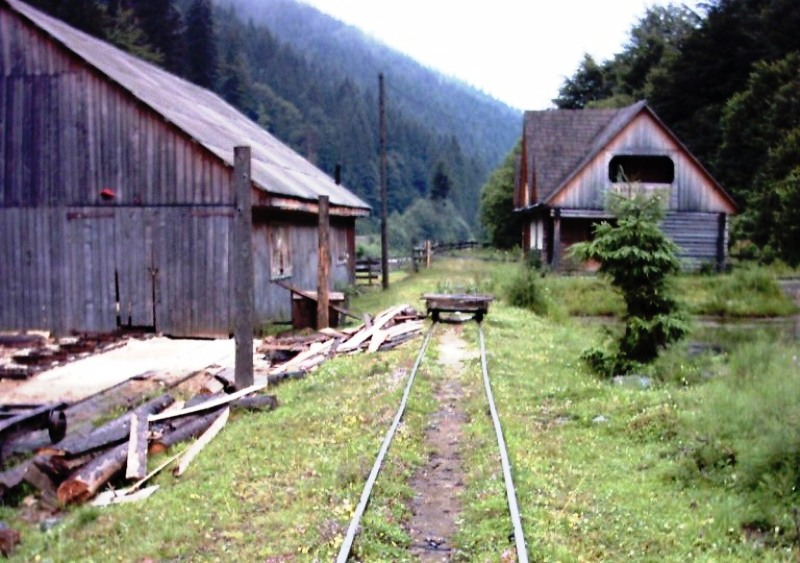
Рештки колій в с. Лопухів, травень 2005 р.
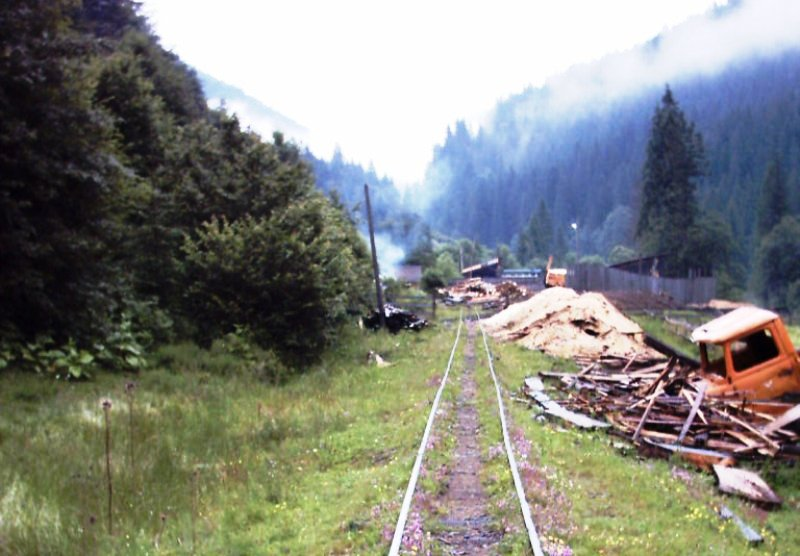
Рештки колій в с. Лопухів, травень 2005 р.
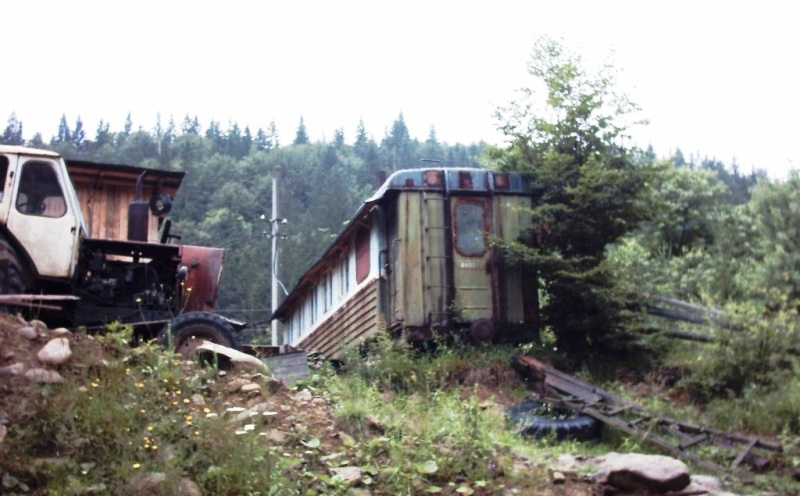
Вагон в с. Лопухів, травень 2005 р.
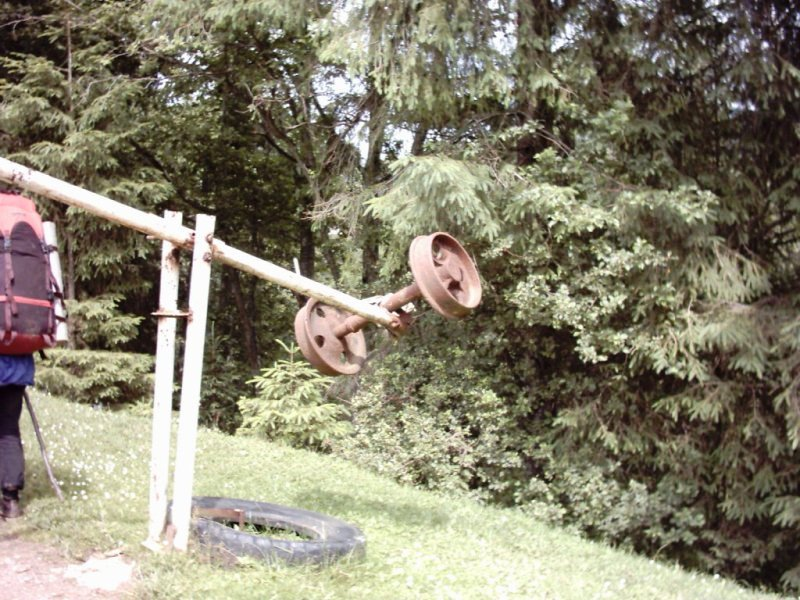
Колісна пара на шлагбаумі, с. Бистриця
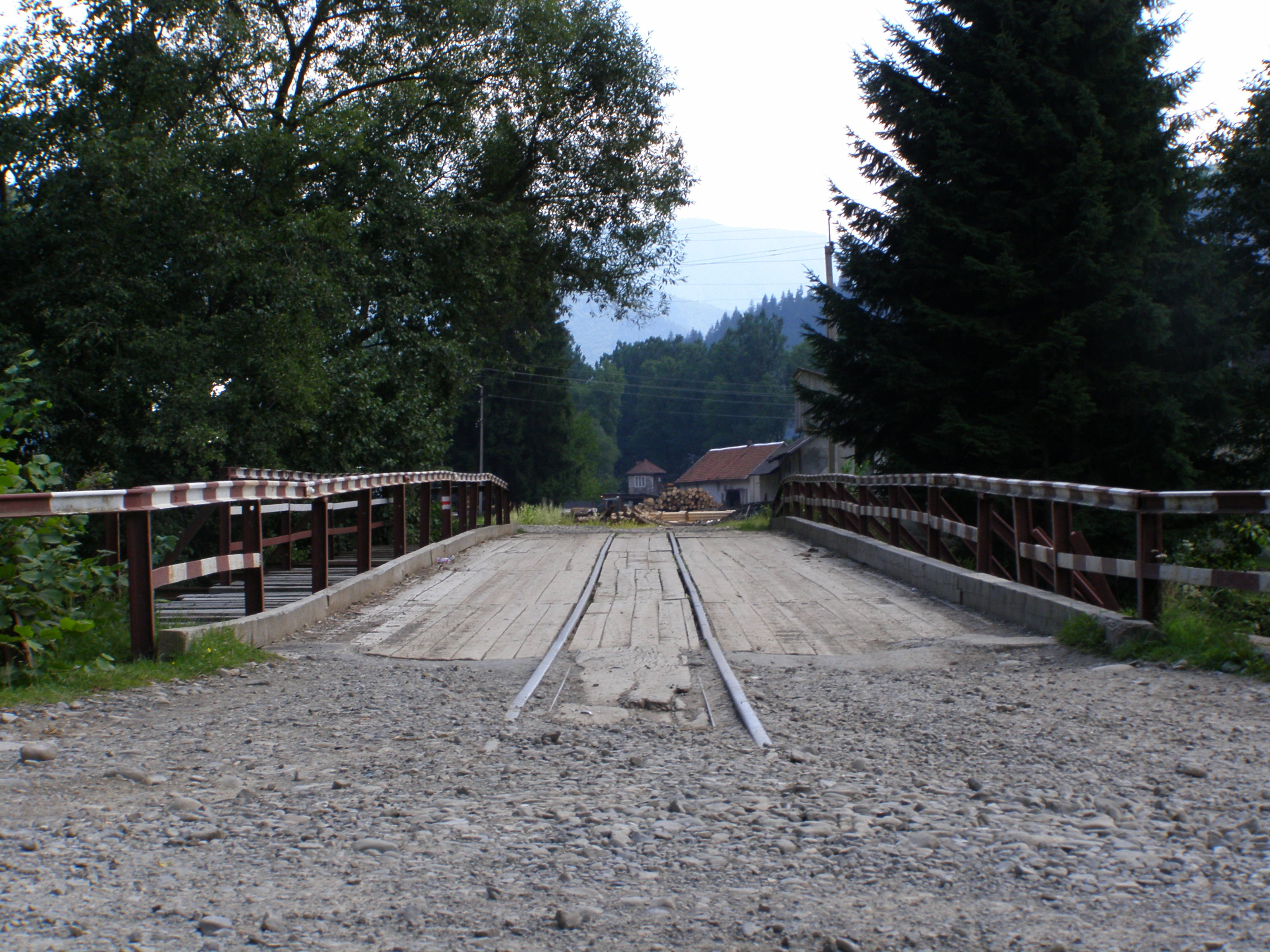
Залишки залізниці на мості в Усть-Чорній
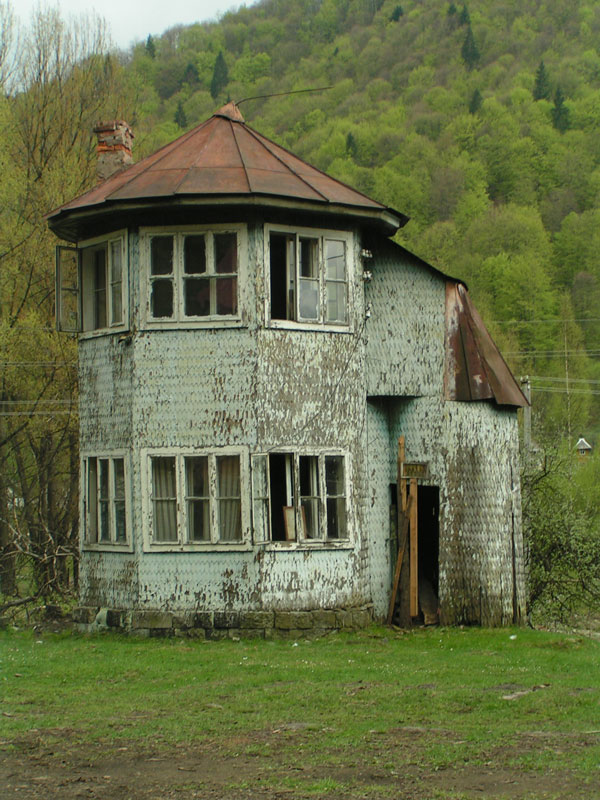
Будинок колишньої залізничної станції в Усть-Чорній
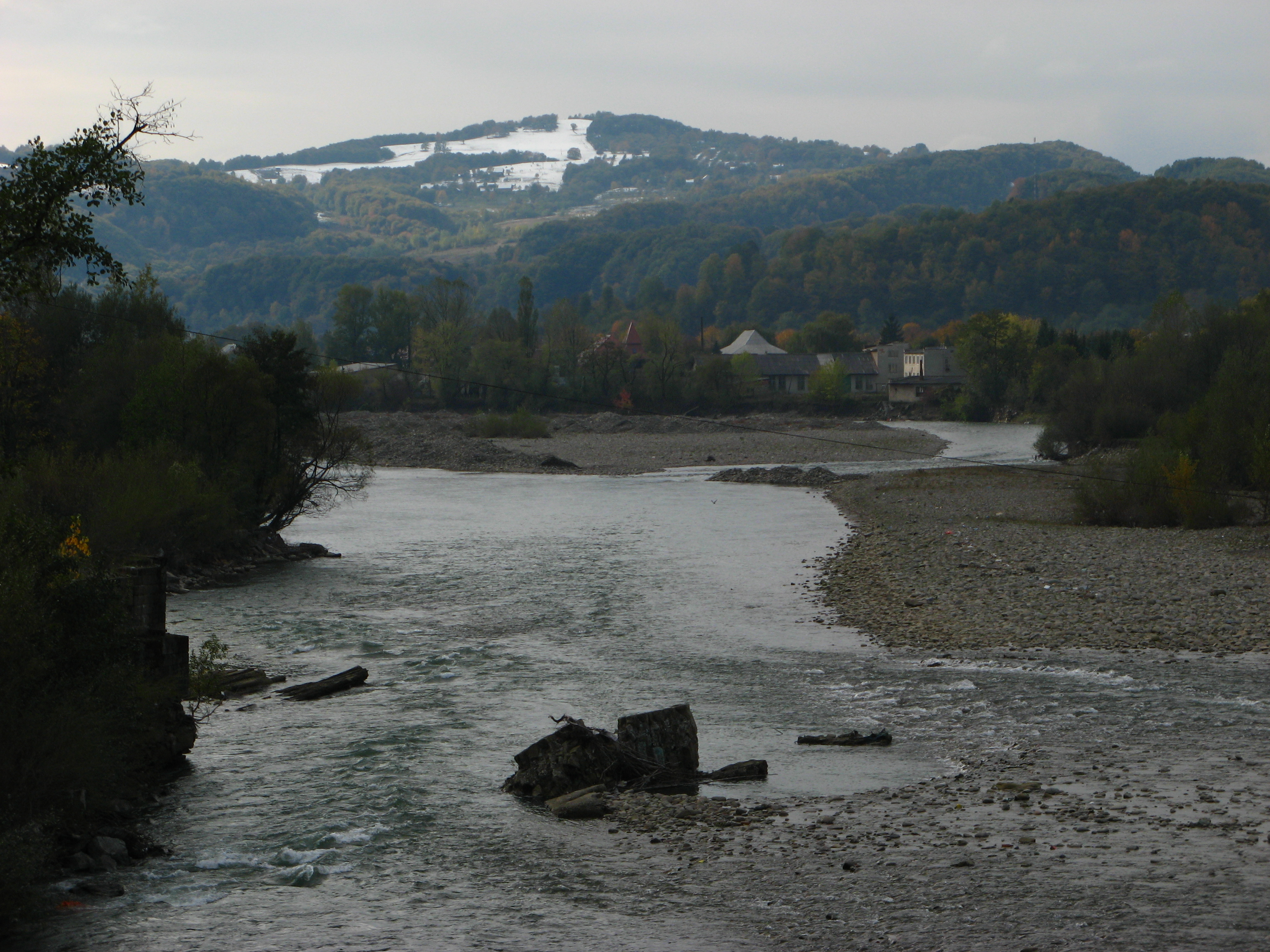
Залишки опор мосту (на передньому плані) через річку Тересву в селі Нересниця